# Донна Мартин
Донна Мартин (англ. Donna Martin) — персонаж телесериалов «Беверли-Хиллз, 90210», «Мелроуз-Плейс» и «90210: Новое поколение». Придумана сценаристом Дарреном Старом. Роль Донны исполнила американская актриса Тори Спеллинг.

## Беверли-Хиллз, 90210
Наивная Донна была воспитана в консервативной семье, поэтому хранила девственность дольше своих подруг. Свадьбы Донна так и не дождалась, но зато её «первый раз» был «просто волшебным» — как она и мечтала, с любимым человеком.
Несмотря на своё целомудрие, у Донны было огромное количество поклонников, готовых ждать. Но, самое главное, ей просто «везло» на различных кретинов и одержимых. Чего стоит только один роман с Рэем Пруитом, столкнувшим девушку с лестницы!
У Донны было много привязанностей, но по тем или иным причинам ни один из её романов не был слишком продолжительным. Она очень долго встречалась с Дэвидом, затем прекращала с ним отношения, затем снова начинала и так далее. Но в конечном итоге всё-таки за него она и вышла замуж, отвергнув Ноа, оставшегося с разбитым сердцем.
А ещё Донна осуществила свою давнюю мечту: вместе с Келли открыла бутик модной одежды «Сейчас носят это!».

## 90210: Новое поколение
Ближе к финалу первого сезона Донна приезжает погостить Келли. Зрители узнают, что они с Дэвидом живут в Японии, у них двое детей, и пара проходит через кризис — Донна на грани развода, и она хочет открыть салоны одежды в Беверли-Хиллз, но Дэвид присылает ей цветы с просьбой простить его за ссору и просит вернуться домой.
Создатели нового шоу видели первые эпизоды, как грандиозное воссоединение трёх звёзд классического сериала — Дженни Гарт, Шеннен Доэрти и Тори Спеллинг. И если Гарт и Доэрти дали согласие на участие в проекте, то с Тори Спеллинг возникли проблемы: официальная версия отказа была таковой, что актриса только недавно родила и не готова приступить к работе с её выматывающими съёмками.
Однако на деле всё обстояло иначе — продюсеры не захотели выплачивать Спеллинг те же деньги, что и её коллегам, значительно уменьшив её гонорар. Судя по тому, что и Доэрти, и Гарт негативно высказывались на этот счёт, можно предположить, что это правда. Между тем, злые языки утверждали, что Спеллинг, известная своим избалованным характером, не хотела сниматься с Доэрти — только если ей не предложат действительную большую сумму за появление в новых сериях. Но что послужило настоящей причиной отказа Спеллинг сниматься в пилоте неизвестно — как бы там ни было, актриса появилась в нескольких эпизодах в конце первого сезона, урегулировав все трения с продюсерами относительно гонораров.

## Кастинг
Изначально Тори Спеллинг проходила пробы на роль Келли Тейлор, воспользовавшись псевдонимом Ториа Митчелл (англ. Toria Mitchell) — девушка не хотела рассчитывать на успех только из-за того, что её отец знаменитый продюсер — до этого она снялась во многих проектах отца в эпизодических ролях. Джоанна Рей говорит, что съёмочной площадке приходилось делать вид, что они не знают, кто перед ними на самом деле. В итоге, шестнадцатилетняя Тори получила роль Донны Мартин, подруги Келли.

## Признание
Донна Мартин и Дэвид Сильвер (в исполнении актёра Брайана Остина Грина) попали в список «17-ти лучших супер-пар телевидения» по мнению ресурса «Entertainment Weekly».
Также имя персонажа ассоциируется у многих зрителей с фразой «Донна Мартин с нами!» (англ. Donna Martin Graduates!) в связи с эпизодом «Something In The Air», вызвавшим общественный резонанс у зрителей и критиков. По сюжету происходит разбирательство школьного совета по делу Донны, выпившей слишком много на выпускном балу. В результате девушка теряет возможность окончить школу вместе со всеми одноклассниками. Брендон Уолш с друзьями уговаривают всю школу отказаться от сдачи экзаменов и выводит толпу, скандирующую этот лозунг, к зданию школьного совета. Впоследствии эта фраза также стала одним из самых популярных принтов для маек и символом молодёжной культуры 1990-х годов. Этот эпизод занял 4-е место в списке «Шести самых запоминающихся серий» по мнению журнала «People».
Эйдан в исполнении Сэма Уитвера в сериале «Быть человеком» произносит фразу «Donna Martin Graduates» в седьмом эпизоде второго сезона «The Ties That Blind».